# Cantó de Thoissey
El cantó de Thoissey era una divisió administrativa francesa del departament de l'Ain. Comptava amb 12 municipis i el cap era Thoissey. Va desaparèixer el 2015.

## Municipis
- Garnerans
- Genouilleux
- Guéreins
- Illiat
- Mogneneins
- Montceaux
- Montmerle-sur-Saône
- Peyzieux-sur-Saône
- Saint-Didier-sur-Chalaronne
- Saint-Étienne-sur-Chalaronne
- Thoissey
- Valeins

## Història
| Data d'elecció                           | Identitat         | Partit                     | Qualitat |
| ---------------------------------------- | ----------------- | -------------------------- | -------- |
| 1945-1961                                | Jean Chamérat     | RPF, després Divers droite |          |
| 1961-1968                                | Louis Marchand    | SFIO                       |          |
| 1968-1979                                | Raymond Noël      | Radical, després MRG       |          |
| 1979-1991                                | François Bastide  | Divers droite              |          |
| 1991-2004                                | Pierre Montagnier | UDF-CDS                    |          |
| 2004-2015                                | André Philippon   | Divers gauche              |          |
| les dades anteriors no són pas conegudes |                   |                            |          |
|                                          |                   |                            |          |

## Demografia
| A partir de 1990: Població sense dobles comptes |